# IFA-Kombinat für Zweiradfahrzeuge
Der VEB IFA-Kombinat für Zweiradfahrzeuge Suhl war ein Kombinat im Industrieverband Fahrzeugbau (IFA) in der Deutschen Demokratischen Republik.
Zu den Produkten des Kombinats gehörten hauptsächlich Fahrräder sowie Mopeds, Roller, Leichtkrafträder und Motorräder, die im Mifa-Werk Sangerhausen, im Fahrzeug- und Jagdwaffenwerk Suhl und im Motorradwerk Zschopau gefertigt wurden.

## Geschichte

### Gründung
Die VVB Automobilbau Karl-Marx-Stadt als Vorgänger des IFA-Kombinats für Zweiradfahrzeuge sowie der IFA-Kombinate Personenkraftwagen und Nutzkraftwagen wurde 1958 gegründet. Die VVB war wirtschaftsleitendes Organ und unterstand zuerst der Staatlichen Plankommission, ab 1965 dem Volkswirtschaftsrat, ab 1971 dem Ministerium für Verarbeitungsmaschinen- und Fahrzeugbau und ab 1974 dem Ministerium für Allgemeinen Maschinen-, Landmaschinen- und Fahrzeugbau.
Im Zuge der allgemeinen Kombinatsgründung wurde die VVB 1978 aufgelöst und in ihrer Leitungstätigkeit durch die Kombinate des Fahrzeugbaus ersetzt. Die Kombinate Personenkraftwagen und Nutzkraftwagen wurden hierbei neugegründet, während das Kombinat Zweiradfahrzeuge und das Kombinat Spezialaufbauten und Anhänger bereits seit 1970 innerhalb der VVB existierten. Die Kombinate waren im Industrieverband Fahrzeugbau zusammengeschlossen und unterstanden dem Ministerium für Allgemeinen Maschinen-, Landmaschinen- und Fahrzeugbau. Weitere zentral geleitete Kombinate im Zuständigkeitsbereich dieses Ministeriums sind in der Liste von Kombinaten der DDR aufgeführt.

### Auflösung
Im Zuge der Wende und der anschließenden Wiedervereinigung wurde das Kombinat 1990 aufgelöst und seine Betriebe privatisiert. Der Stammbetrieb wurde in die Simson Fahrzeug GmbH und die Jagd- und Sportwaffen Suhl GmbH aufgespalten. Letztere meldete 1993 Insolvenz an, wurde 1994 neugegründet und später als Merkel Jagd- und Sportwaffen GmbH weitergeführt. Das Fahrzeugbau-Unternehmen wurde 1991 liquidiert und unter dem Namen Suhler Fahrzeugwerk GmbH neugegründet. Diese Gesellschaft führte den Bau von Kleinkrafträdern bis zur Auflösung 2002 fort.
Der VEB Motorradwerk Zschopau wurde zur Motorradwerk Zschopau GmbH privatisiert, die 1991 in die Insolvenz ging. Die MuZ Motorrad- und Zweiradwerk GmbH als Nachfolgegesellschaft wurde vor einer weiteren Betriebseinstellung 1996 durch die Übernahme durch einen malaysischen Investor bewahrt. Bis 2008 wurde die Motorradfertigung endgültig beendet.
Der Fahrradhersteller Mifa wurde in den folgenden Jahren mehrfach weiterverkauft und nach Insolvenzen restrukturiert. Die Zweirad Union e-Mobility GmbH produziert seit 2021 E-Räder.

## Produkte
Mit Mifa-Rädern deckte das Kombinat einen großen Teil des Fahrradbedarfs der DDR ab, war aber nicht alleiniger Hersteller. Auch im VEB Elite-Diamant wurde eine beträchtliche Zahl von Fahrrädern gefertigt. Dieser Betrieb war allerdings Teil des Kombinats Textima, das eigentlich auf den Textilmaschinenbau spezialisiert war.
Der Stammbetrieb VEB Fahrzeug- und Jagdwaffenwerk „Ernst Thälmann“ Suhl produzierte motorisierte Zweiräder und nutzte für diese den Markennamen Simson. Zu den gefertigten Fahrzeugen gehörte unter anderem der Roller Schwalbe, welcher hohe Bekannt- und Beliebtheit genoss. Mit einem Produktionszeitraum von 1964 bis 1986 war die Schwalbe eine überaus langlebige Baureihe. Die Schwalbe wurde ab 1986 durch die Baureihe Simson SR 50 abgelöst.
Das Moped Simson SL1 wurde nur bis Anfang der 1970er Jahre, und damit bis kurz nach Kombinatsgründung, gebaut. Im Spektrum der Kleinkrafträder hatte der Betrieb den Star und den Habicht zu bieten, die ab Mitte der 1970er Jahre durch die Simson S 50 und später die Simson S 51 abgelöst wurden. Ab 1983 wurde mit der Simson S 70 zudem ein höher motorisiertes Modell aus Suhl angeboten, das als Leichtkraftrad einzuordnen ist.
Neben Zweirädern produzierte der Suhler Stammbetrieb zudem Luft-, Kleinkaliber- und Jagdgewehre und belieferte den VEB Geräte- und Werkzeugbau Wiesa mit Bauteilen und Baugruppen für die Herstellung von Kalaschnikow-Sturmgewehren.
Für die Herstellung von Motorrädern war innerhalb des Kombinats der VEB Motorradwerk Zschopau verantwortlich, der Fahrzeuge der Marke MZ verkaufte, einer der größten Motorradhersteller der Welt war und zeitweise in rund 100 Länder exportierte. Begonnen wurde einem Nachbau der Vorkriegskonstruktion DKW RT 125, der IFA-DKW RT 125. Bekannte Typen sind die Modelle der ES-, ETS-, TS- und ETZ-Baureihe.

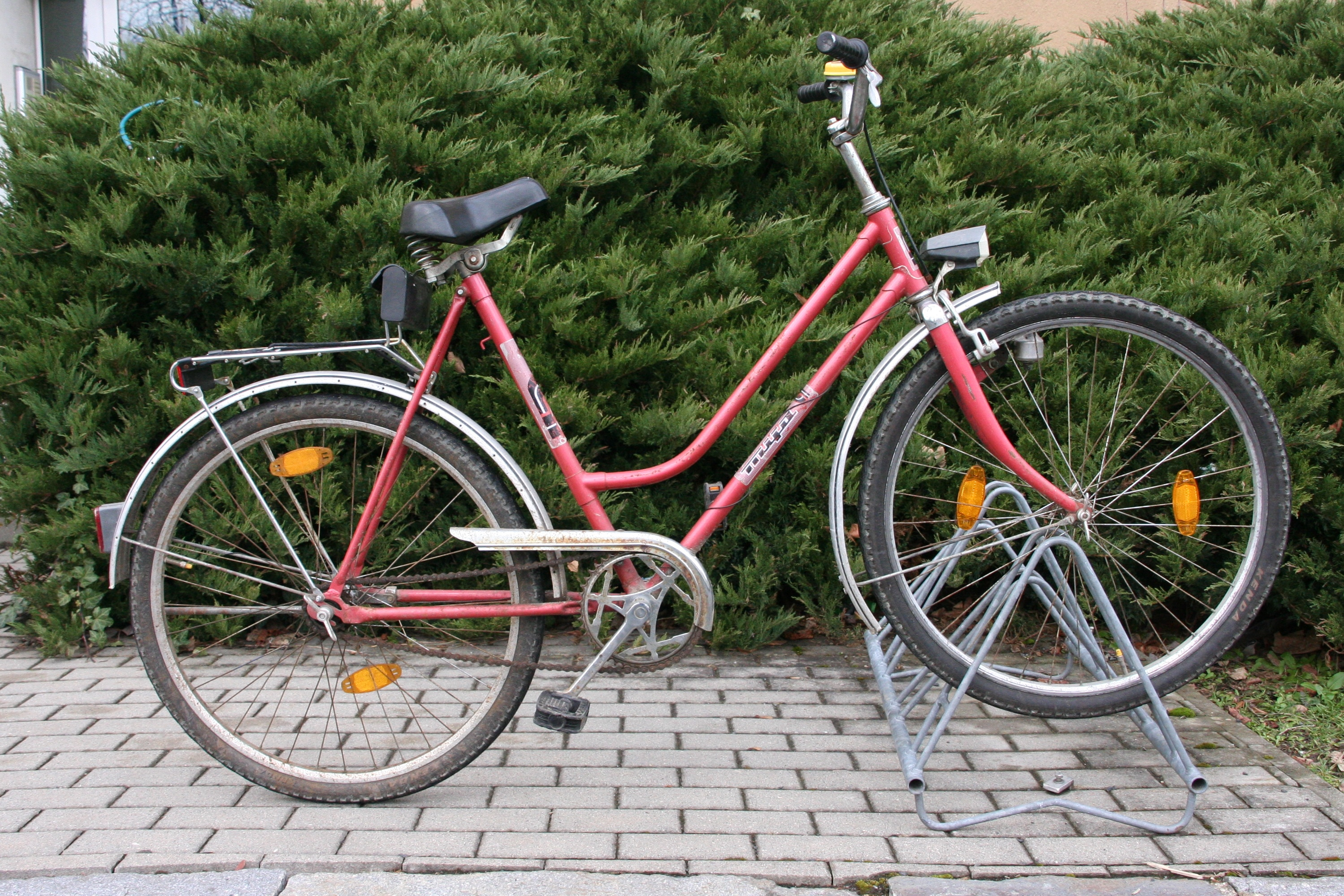
Mifa Modell 160 (1982–1990)
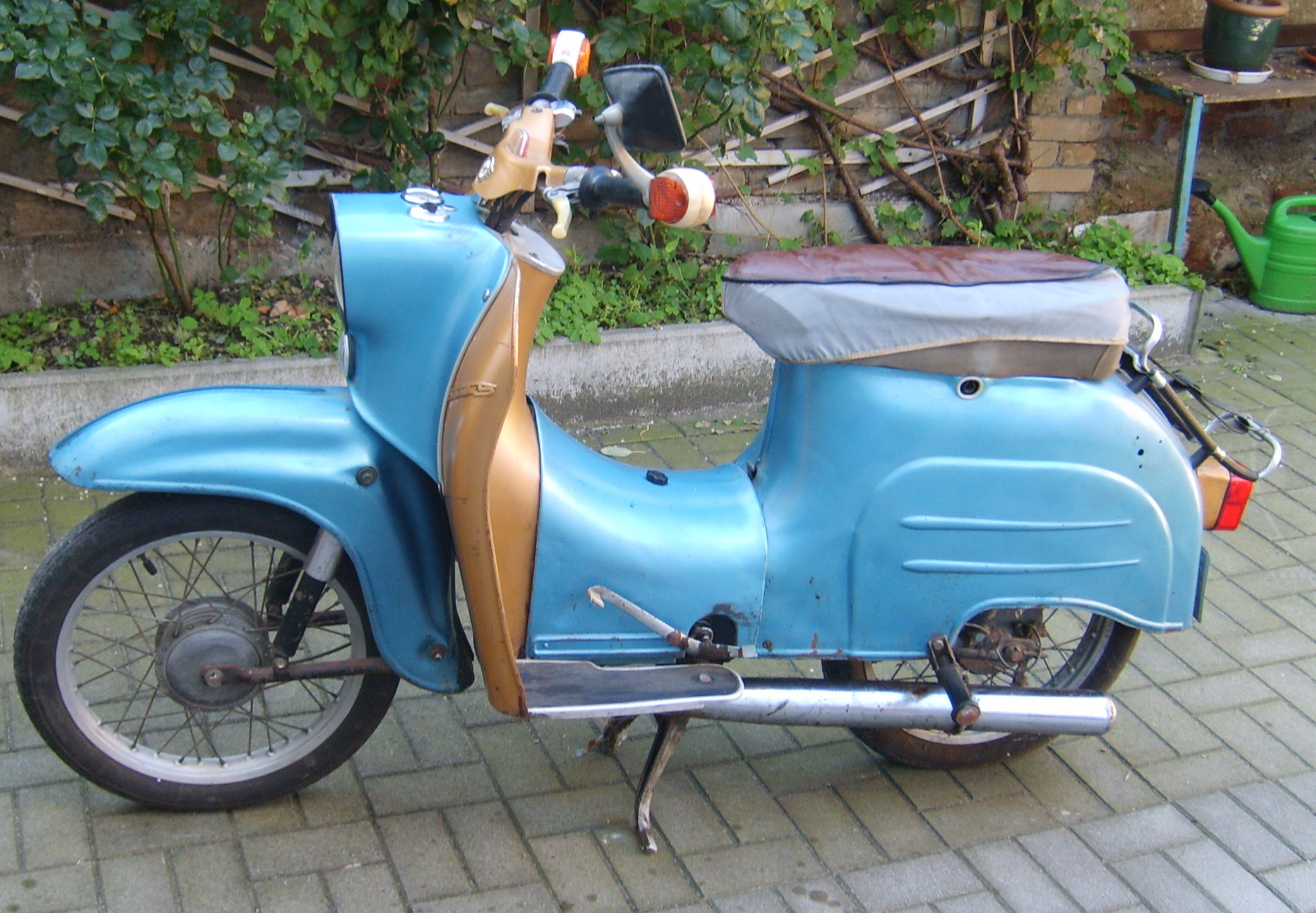
Simson Schwalbe (1964–1986)
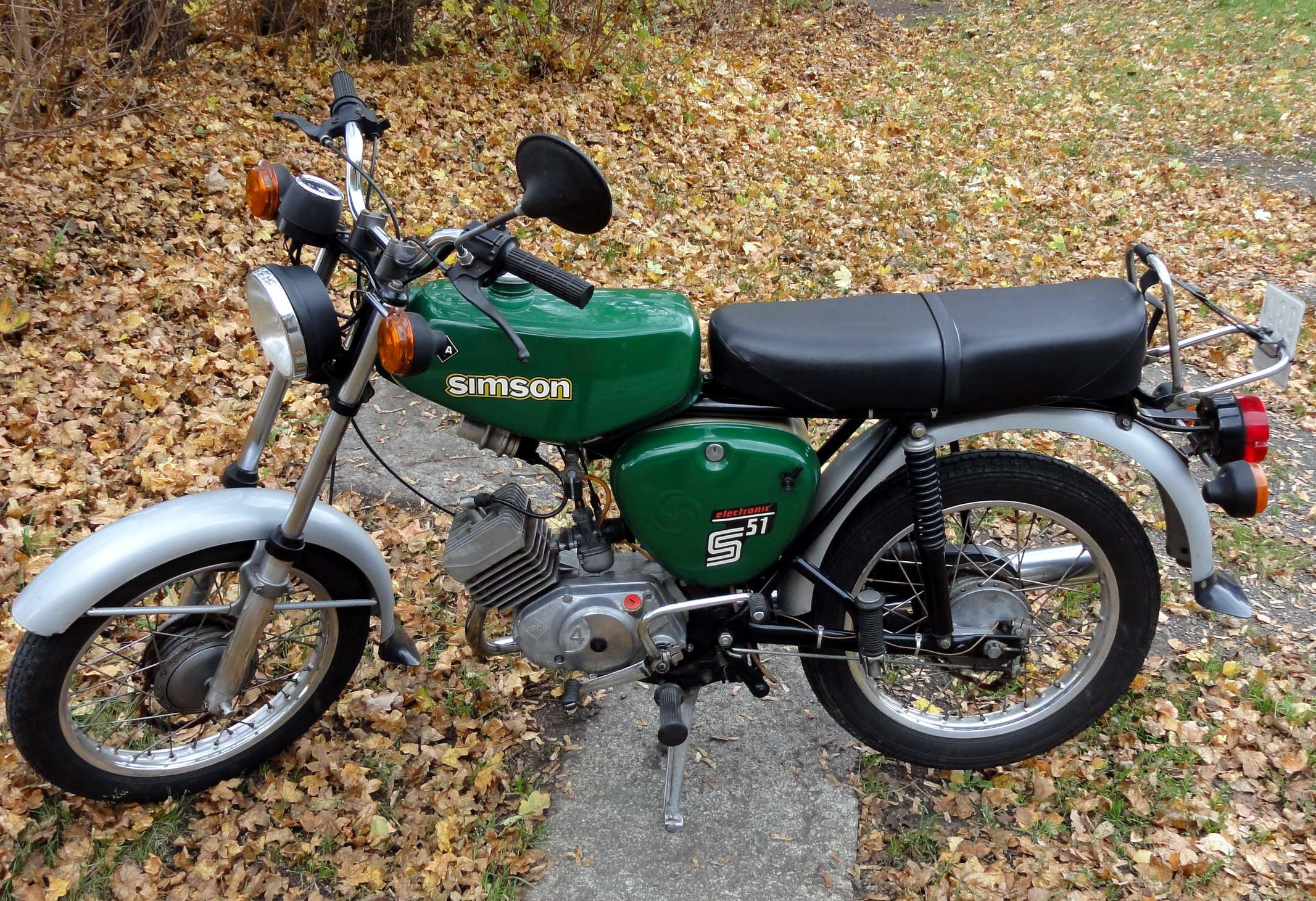
Simson S 51 (1980–1990)
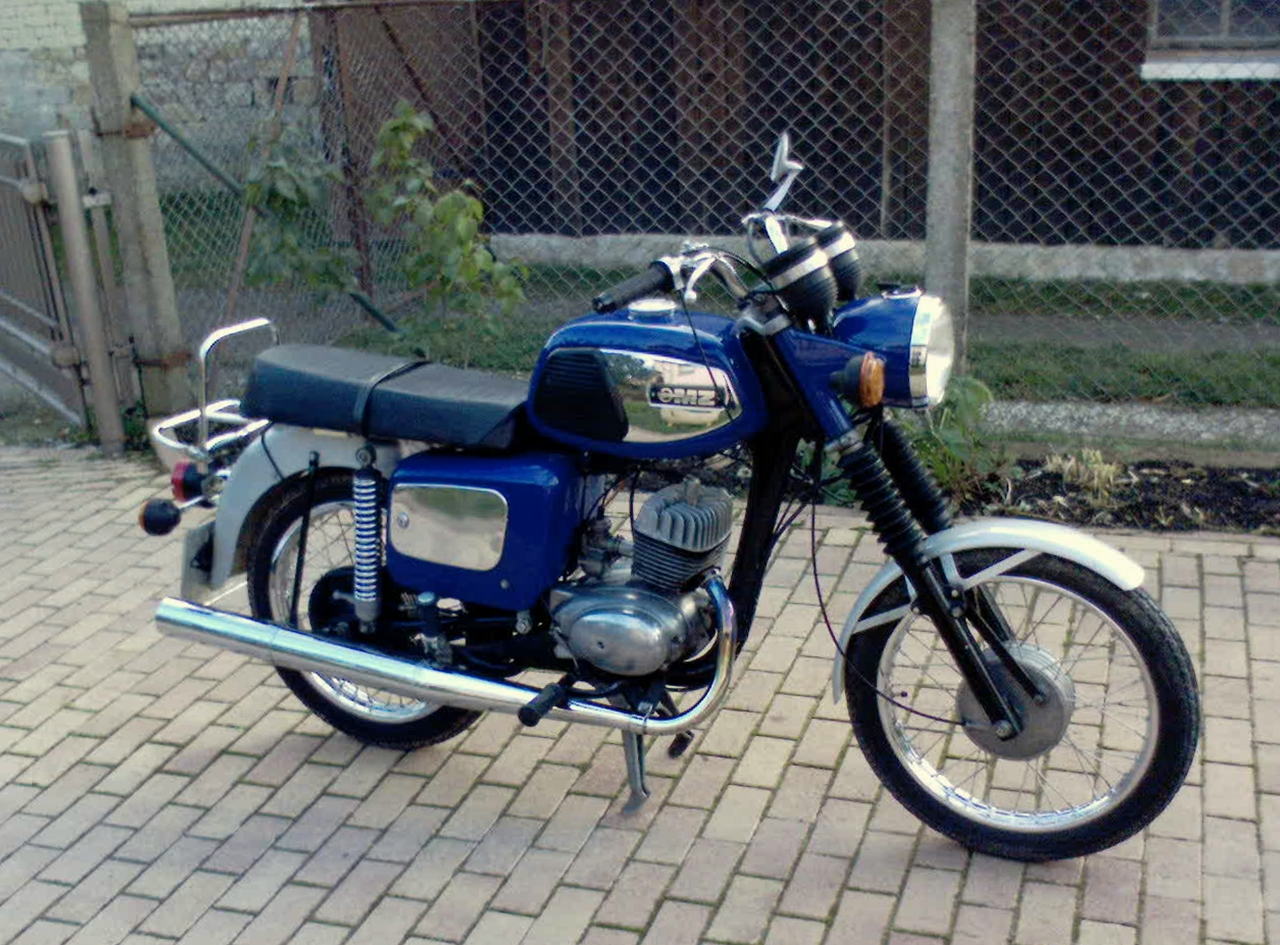
MZ TS 150 (1973–1985)
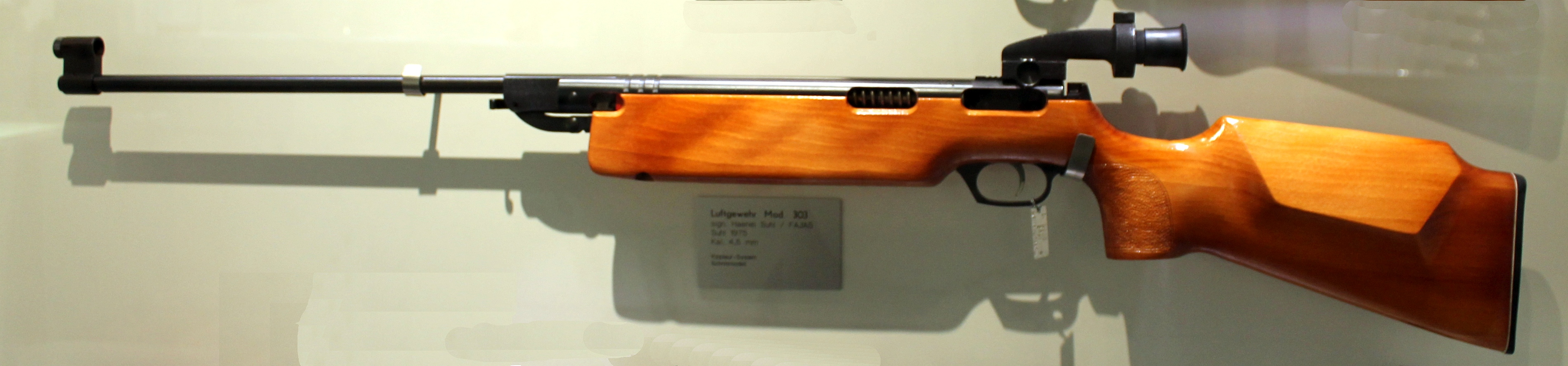
Haenel 303 (1967–1993)

## Zugehörige Betriebe
Zum Kombinat gehörten zuletzt die folgenden Betriebe:
- VEB Fahrzeug- und Jagdwaffenwerk „Ernst Thälmann“ Suhl (FAJAS); (Stammbetrieb)
- VEB Blechformwerke Erzgebirge Bernsbach
- VEB Kettenfabrik Barchfeld (Keba)
- VEB Leichtmetallgießerei Annaberg
- VEB Mifa-Werk Sangerhausen
- VEB Motorradwerk Zschopau
- VEB Stanz- und Ziehwerk Oederan